# Al Thani
La famiglia nobile Al Thani è la famiglia sovrana che ha dominato l'emirato del Qatar per 150 anni. Essa discende dalla tribù Banu Tamim, una delle più grandi tribù della penisola arabica.

## Governanti
Membri della famiglia che sono stati emiri:
- Mohammed bin Thani – emiro del Qatar dal 1850 al 1878
- Jassim bin Mohammed al-Thani – emiro del Qatar dal 1878 al 1913
- Abdullah bin Jassim al-Thani – emiro del Qatar dal 1913 al 1949
- Ali bin Abdullah al-Thani – emiro del Qatar dal 1949 al 1960
- Ahmad bin Ali al-Thani – emiro del Qatar dal 1960 al 1972
- Khalifa bin Hamad al-Thani – emiro del Qatar dal 1972 al 1995
- Hamad bin Khalifa al-Thani – emiro del Qatar dal 1995 al 2013
- Tamim bin Hamad al-Thani – emiro del Qatar dal 2013

Altri membri della famiglia Al Thani:
- Abdullah bin Nasser bin Abdullah Al Ahmed Al Thani – imprenditore e dirigente sportivo qatariota

## Albero genealogico
|        |        |        |        |        |        |  |  |       |       |       |       |       |       |  |  |       |       |       |       | Thani    |       |  |  |     |     |     |     |     |     |  |  |      |      |      |      |      |      |  |  |        |        |        |        |        |        |
|        |        |        |        |        |        |  |  |       |       |       |       |       |       |  |  |       |       |       |       |          |       |  |  |     |     |     |     |     |     |  |  |      |      |      |      |      |      |  |  |        |        |        |        |        |        |
|        |        |        |        |        |        |  |  |       |       |       |       |       |       |  |  |       |       |       |       | Mohammed |       |  |  |     |     |     |     |     |     |  |  |      |      |      |      |      |      |  |  |        |        |        |        |        |        |
|        |        |        |        |        |        |  |  |       |       |       |       |       |       |  |  |       |       |       |       |          |       |  |  |     |     |     |     |     |     |  |  |      |      |      |      |      |      |  |  |        |        |        |        |        |        |
|        |        |        |        |        |        |  |  |       |       |       |       |       |       |  |  |       |       |       |       |          |       |  |  |     |     |     |     |     |     |  |  |      |      |      |      |      |      |  |  |        |        |        |        |        |        |
| Jassim | Jassim | Jassim | Jassim | Jassim | Jassim |  |  | Ahmed | Ahmed | Ahmed | Ahmed | Ahmed | Ahmed |  |  | Fahad | Fahad | Fahad | Fahad | Fahad    | Fahad |  |  | Eid | Eid | Eid | Eid | Eid | Eid |  |  | Jabr | Jabr | Jabr | Jabr | Jabr | Jabr |  |  | Thamir | Thamir | Thamir | Thamir | Thamir | Thamir |